# Hanriot HD.27
Le Hanriot HD.27 est un avion de chasse monoplace français de l'Entre-deux-guerres qui ne dépassa pas le stade de prototype.
Pour répondre au programme des chasseurs monoplaces de 1921, la firme Hanriot entendait présenter deux appareils très différents, le sesquiplan Hanriot H.26 (en) et un appareil beaucoup plus classique dessiné par Pierre Dupont, traditionnel biplan à ailes décalées et mâture d’entreplan réduite. Hanriot ayant choisi de concentrer ses efforts sur le premier, le HD.27 fut modifié pour offrir une alternative au HD.12 dans le cadre du programme des monoplace d’escadre datant de septembre 1919, pour lequel le NiD.32 avait déjà été retenu. Ce programme demandait des avions de chasse capables de décoller et de se poser sur une plateforme montée sur une tourelle de croiseur et, avec son moteur Hispano-Suiza 8Ac de 180 ch à refroidissement par eau le HD.27 pouvait décoller sur 8 m et se poser sur 15 m. 
Cet appareil débuta ses essais en 1922 mais le programme des  monoplace d’escadre fut abandonné à la fin de l’année. Sans emploi, le prototype fut alors modifié pour le programme des monoplaces d’entrainement à la chasse. La voilure fut réduite de 5 m2 et le radiateur Lamblin en gondole sous fuselage fut remplacé par un Chausson frontal. L’aviation militaire lui préféra le NiD.29 ET-1 et l’unique HD.27 resta propriété du constructeur, utilisé durant plusieurs années comme avion de liaison. 

## Sources
- William Green et Gordon Swanborough (trad. Mira et Alain Bories), Le grand livre des chasseurs : l'encyclopédie illustrée de tous les avions de chasse et tous les détails de leur fabrication [« The complete book of fighters »], Paris, CELIV, 1997, 608 p. (ISBN 978-2-865-35302-6, OCLC 319871907).
- (en) Ray Sanger, Nieuport aircraft of World War One, Marlborough, Crowood, coll. « Crowood aviation series », 2002, 192 p. (ISBN 978-1-861-26447-3, OCLC 48680745).